# Bianco Apache
Bianco Apache è un film del 1987 diretto da Bruno Mattei con la collaborazione di Claudio Fragasso. È ispirato a una storia realmente accaduta.

## Trama
Alcuni fuorilegge massacrano un gruppo di coloni ad eccezione di una donna incinta che viene salvata da una banda di indiani, ma la donna muore dando alla luce un bambino, e il capo Orso Bianco lo adotta chiamandolo Cielo splendente e allevandolo come fratello di suo figlio Lupo Bianco.